# Катберт, Скотт
Скотт Джеймс Катберт (англ. Scott James Cuthbert; род. 15 июня 1987, Александрия, Стратклайд) — шотландский футболист, выступающий на позиции защитника.

## Биография

### «Селтик»
Скотт родился в Александрии, Западный Данбартоншир, и был частью молодежной академии «Селтика» с 11 лет, подписав свой первый профессиональный контракт в августе 2003 года в возрасте 16 лет. Он был капитаном команды до 19 лет и резервной команды. В сезоне 2007/08, Катберт был включен в состав команды на дерби «Old Firm», но на поле так и не появился. 

### Аренды
Катберт присоединился к шотландскому клубу первого дивизиона «Ливингстон» на правах аренды, сроком на месяц, чтобы получить опыт игры в первой команде в сезоне 2006/07, сыграв четыре матча. Он забил свой первый профессиональный гол в проигранном домашнем матче с «Эйрдрионианс» (3:1).
В августе 2008 года Скотт снова отправился в аренду, на этот раз в клуб шотландской премьер-лиги «Сент-Миррен» на один сезон. Он дебютировал в розыгрыше в нулевой ничьей с «Килмарноком» 16 августа. Катберт сыграл 34 матча во всех соревнованиях, прежде чем вернуться в «Селтик». После ухода из «Сент-Миррена», Катберт сказал, что вторая аренда была возможна, поскольку он не смог закрепиться в первой команде «Селтика».